# Робърт Сойер
Робърт Джеймс Сойер (на английски: Robert James Sawyer) е канадски писател на научна фантастика.

## Биография и творчество
Роден е на 29 април 1960 г. в Отава, Канада, и завършва висшето си образование в град Торонто. След 1983 г. се занимава професионално с литература. Негови произведения са носители на награди Хюго и Небюла, както и редица канадски литературни награди.
Той е значим и оригинален научен фантаст, т.е. неговите идеи са наистина нови и автентични.

### Самостоятелни романи
- Golden Fleece (1990)
- End of an Era (1994)
- „Терминален експеримент“, The Terminal Experiment (1995)
- „КК Старплекс“, Starplex (1996)
- Frameshift (1997)
- Illegal Alien (1997)
- „Четвъртото измерение“, Factoring Humanity (1998)
- Flashforward (1999)
- Calculating God (2000)
- Iterations – кратки разкази (2002)
- Relativity (2004)
- Mindscan (2005)
- Rollback (2007)
- Triggers (2012)
- Red Planet Blues (2013)

### Серия „Възкресението на Куинталио“ (The Quintaglio Ascension)
1. Far-Seer (1992)
2. Fossil Hunter (1993)
3. Foreigner (1994)

### Серия „Неандерталски паралакс“ (The Neanderthal Parallax)
1. Hominids (2003)
2. Humans (2003)
3. Hybrids (2003)

### Серия „WWW“ (WWW)
1. Wake (2009)
2. Watch (2010)
3. Wonder (2011)

### Участие в общи серии с други писатели

#### Серия „Тесъракт“ (Tesseracts)
6. Tesseracts 6 (1997) – с Каролин Клинк
от серията има още 11 романа от различни автори

### Документалистика
- Relativity (2004)

## Награди
- 1995 – Небюла за най-добър роман – „Терминален експеримент“
- 2003 – Хюго за най-добър роман – „Hominids“